# Power County
Power County ist ein County im Bundesstaat Idaho der Vereinigten Staaten. Der Verwaltungssitz (County Seat) ist American Falls.

## Geographie
Das County liegt im Südosten von Idaho, ist im Süden etwa 45 km von Utah entfernt und hat eine Fläche von 3736 Quadratkilometern, wovon 96 Quadratkilometer Wasserfläche sind. Es grenzt im Uhrzeigersinn an folgende Countys: Bannock County, Oneida County, Bingham County, Blaine County und Cassia County. Das County liegt überwiegend in der Basin-and-Range-Region, der Nordwesten ragt in die Ebene der Snake River Plain.

## Geschichte
Power County wurde am 30. Januar 1913 aus Teilen des Bingham County, Blaine County und des Oneida County gebildet. Benannt wurde es nach dem Wasser-Kraftwerk bei American Falls.
13 Bauwerke und Stätten des Countys sind im National Register of Historic Places eingetragen.

## Demografische Daten

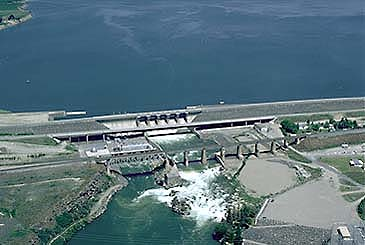
Das American Falls Reservoir

Nach der Volkszählung im Jahr 2000 lebten im Power County 7538 Menschen in 2560 Haushalten und 1968 Familien. Die Bevölkerungsdichte betrug 2 Personen pro Quadratkilometer. Ethnisch betrachtet setzte sich die Bevölkerung zusammen aus 83,78 Prozent Weißen, 0,09 Prozent Afroamerikanern, 3,29 Prozent amerikanischen Ureinwohnern, 0,32 Prozent Asiaten, 0,04 Prozent Bewohnern aus dem pazifischen Inselraum und 11,10 Prozent aus anderen ethnischen Gruppen; 1,38 Prozent stammten von zwei oder mehr Ethnien ab. 21,73 Prozent der Bevölkerung waren spanischer oder lateinamerikanischer Abstammung.
Von den 2.560 Haushalten hatten 40,9 Prozent Kinder unter 18 Jahren, die bei ihnen lebten. 63,4 Prozent davon waren verheiratete, zusammenlebende Paare. 8,8 Prozent waren allein erziehende Mütter und 23,1 Prozent waren keine Familien. 20,3 Prozent waren Singlehaushalte und in 8,8 Prozent lebten Menschen mit 65 Jahren oder älter. Die Durchschnittshaushaltsgröße betrug 2,92 und die durchschnittliche Familiengröße war 3,38 Personen.
33,8 Prozent der Bevölkerung waren unter 18 Jahre alt, 8,4 Prozent zwischen 18 und 24 Jahre, 25,4 Prozent zwischen 25 und 44 Jahre, 22,0 Prozent zwischen 45 und 64 Jahre. 10,4 Prozent waren 65 Jahre oder älter. Das Durchschnittsalter betrug 32 Jahre. Auf 100 weibliche Personen kamen 101,0 männliche Personen. Auf 100 Frauen im Alter von 18 Jahren und darüber kamen 99,9 Männer.
Das jährliche Durchschnittseinkommen der Haushalte betrug 32.226 US-Dollar, das Durchschnittseinkommen der Familien 36.685 USD. Männer hatten ein Durchschnittseinkommen von 29.676 USD, Frauen 20.930 USD. Das Pro-Kopf-Einkommen betrug 14.007 USD. 10,8 Prozent der Familien und 16,1 Prozent der Einwohner lebten unterhalb der Armutsgrenze.

## Orte im County
- American Falls
- Arbon
- Bannock
- Crystal
- Don
- Fairview
- Lone Rock
- Michaud
- Neeley
- Pauline
- Quigley
- Rockland
- Roy
- Schiller